# Filip Vujanović
Filip Vujanović (in cirillico: Филип Вујановић?; Belgrado, 1º settembre 1954) è un politico montenegrino, Presidente del Montenegro dal 2003 al 2018. È esponente del Partito Democratico dei Socialisti del Montenegro (DPS).

## Biografia
Laureatosi nel 1978 all'Università di Belgrado in Giurisprudenza, iniziò la sua carriera nella magistratura come Pubblico Ministero presso la procura di Belgrado. Per un breve periodo, dal novembre 1980 al gennaio 1981, fu Segretario di Corte presso la Procura di Titograd (l'odierna Podgorica, capitale del Montenegro).
Nel gennaio 1981 intraprese la professione di avvocato per terminarla nel marzo 1993, quando divenne Ministro della Giustizia nel Governo della Repubblica di Montenegro, parte della Federazione Jugoslava. Mantenne tale carica fino al maggio 1995, quando venne designato Ministro dell'interno.
Ricoprì la carica di Presidente del Governo della Repubblica di Montenegro dal 5 febbraio 1998 al 5 novembre 2002, quando divenne Presidente della Repubblica. Dopo aver prevalso alle elezioni presidenziali del 2002 e a quelle del febbraio 2003 (entrambe invalidate per il mancato raggiungimento della maggioranza assoluta dei votanti), fu di nuovo eletto presidente della Repubblica del Montenegro (parte dello stato di Serbia e Montenegro) in occasione delle elezioni presidenziali del maggio 2003. Dopo il referendum popolare che sancì la definitiva separazione del Paese dalla Serbia, il 21 maggio 2006 divenne il primo Presidente del Montenegro indipendente.
Venne riconfermato Presidente del Paese alle elezioni presidenziali del 2008 e a quelle del 2013.